# Frații Maserati

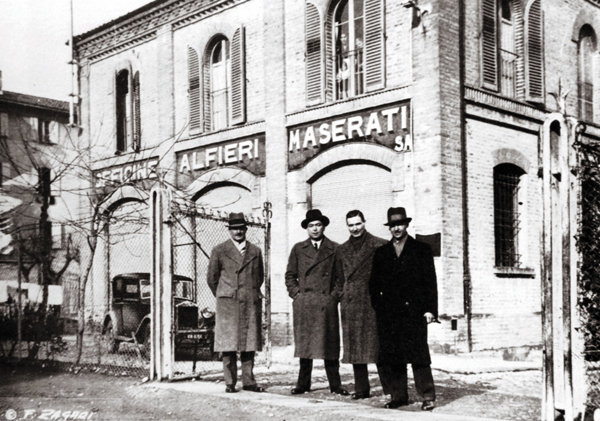
De la dreapta: Alfieri II, Ernesto, Bindo și Ettore este cel mai din stânga. Imaginea este luată înainte de 1932 în afara primului lor atelier de lucru din 11 Via de'Pepoli, Bologna.

Frații Maserati au fost protagoniști ai istoriei automobilului la începutul secolului XX cu înființarea firmei automobilistice omonime din Bologna, Maserati.

## Istoria
Toți 6 au fost copiii lui Rodolfo Maserati și a soției sale, Carolina Losi din Voghera, Lombardia. Rudolf era un angajat la Căile Ferate ale Statului, venind din Piacenza, și conducea o locomotivă Krupp. Cu Carolina a avut șapte copii, dar numai șase au ajuns la vârsta maturității; "Alfieri", a murit la vârsta de un an. Alfieri II, cu frații Bindo, Mario, Ettore și Ernesto, a contribuit la întemeierea întreprinderii de mașini de sport și de lux, Maserati.
Frații Maserati au fost:
- Carlo (1881-1910)
- Bindo (1883-1980)
- Alfieri I (1885-1886)
- Alfieri a II-a (23 septembrie 1887 – 3 martie 1932)
- Mario (1890– 18 mai 1981), pictor și artist
- Ettore (1894 – 4 august 1990)
- Ernesto (4 august 1898 – 12 ianuarie 1975)

## Imagini de epocă

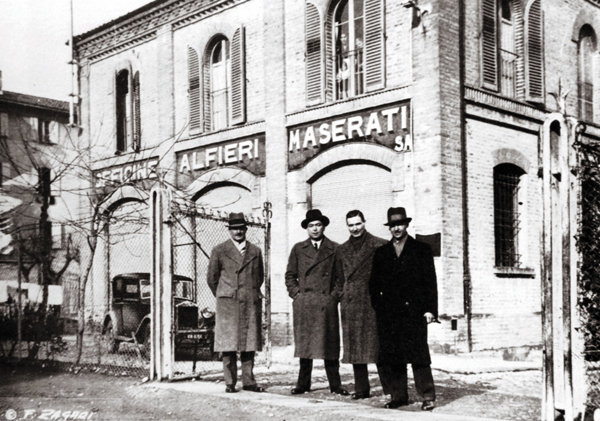
4 frați Maserati (din 6)
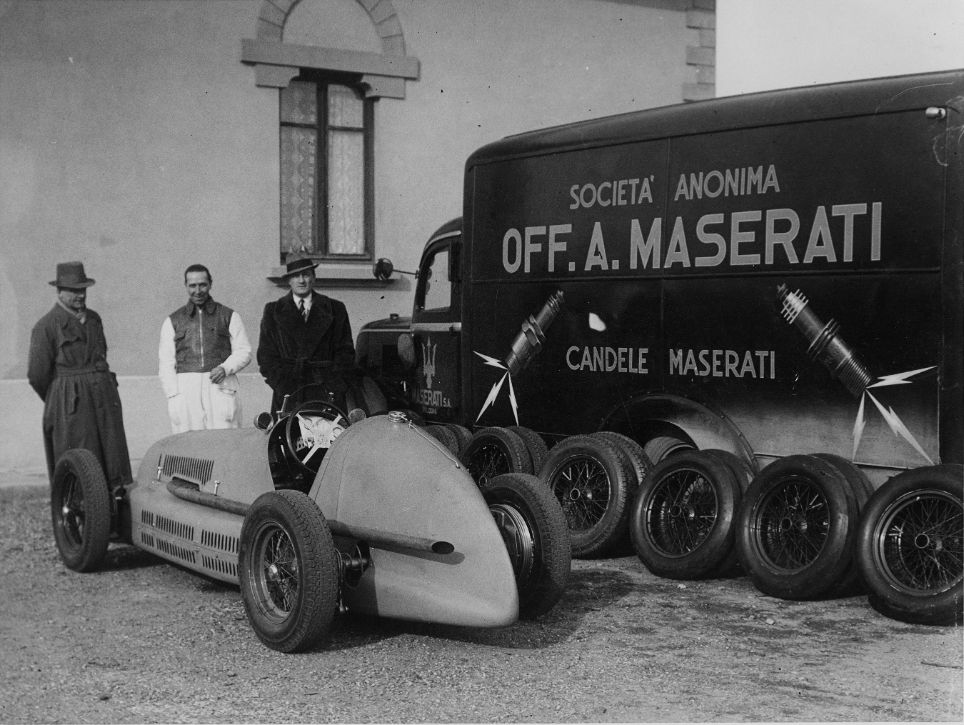
Firma de bujii Maserati (it. candele)
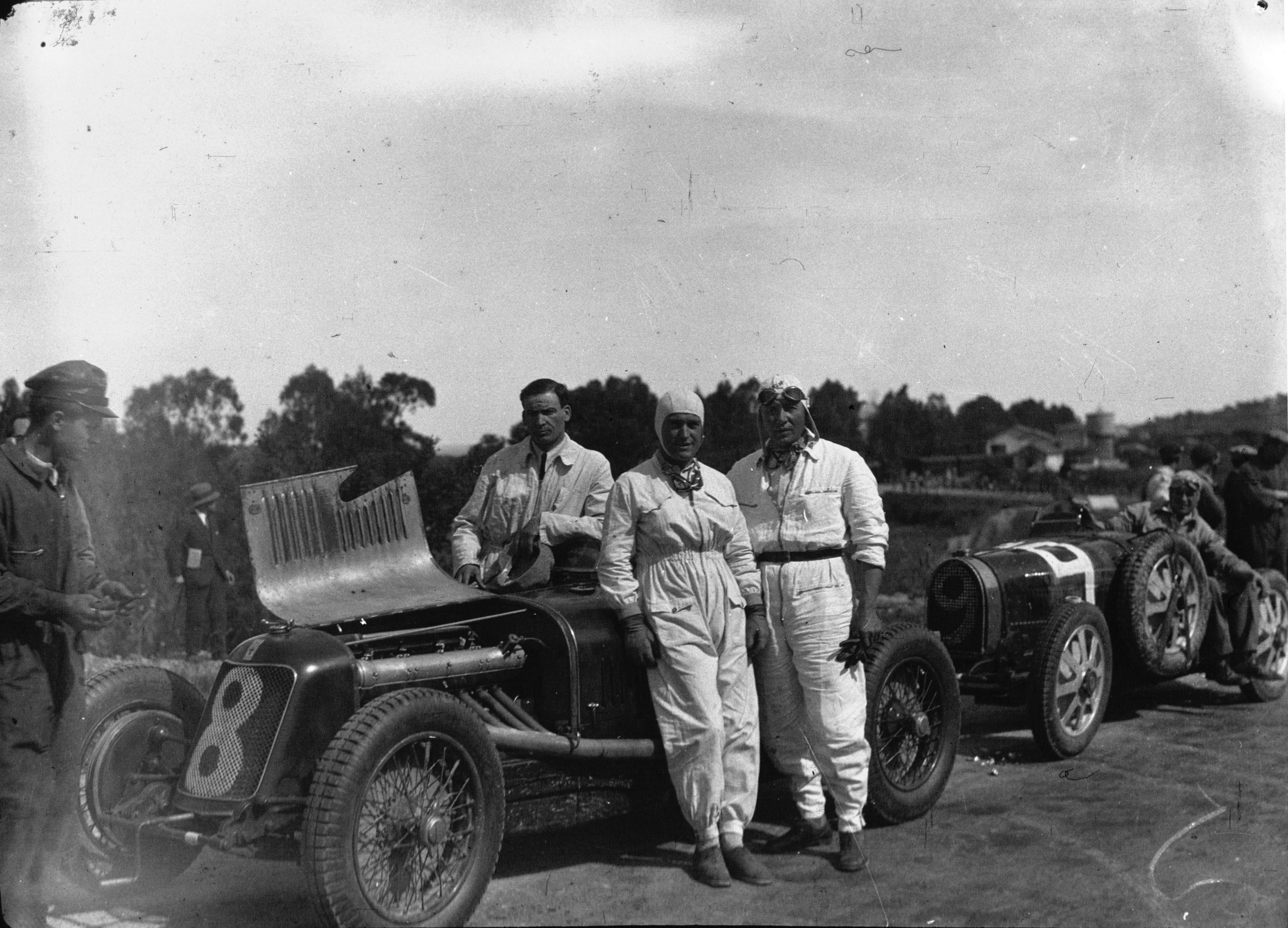
Maserati, Ruggieri și Faggioli
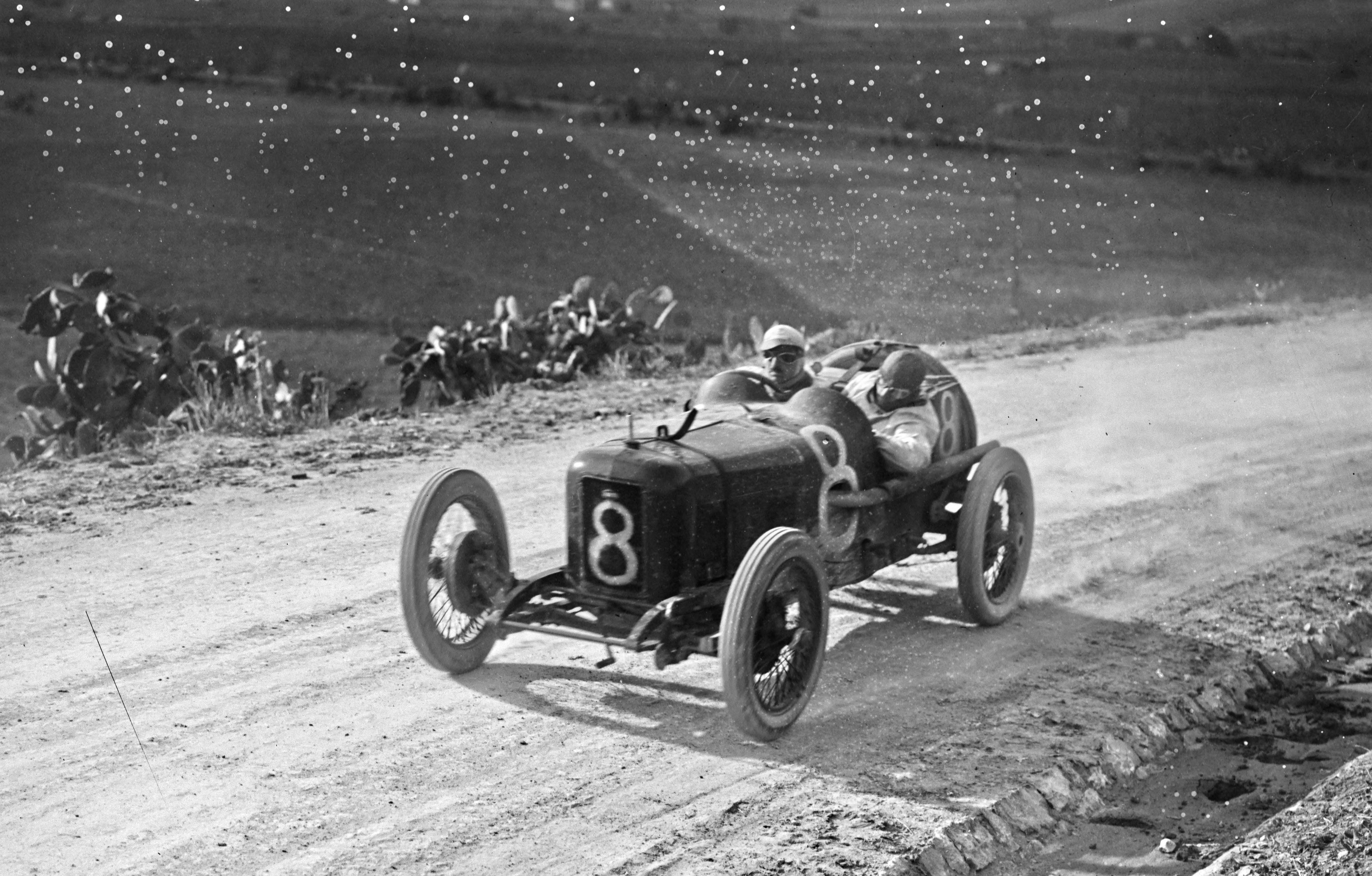
Alfieri Maserati în 1922 la Cupa Florio (Coppa Florio)(Agence Rol - Ausschnitt)
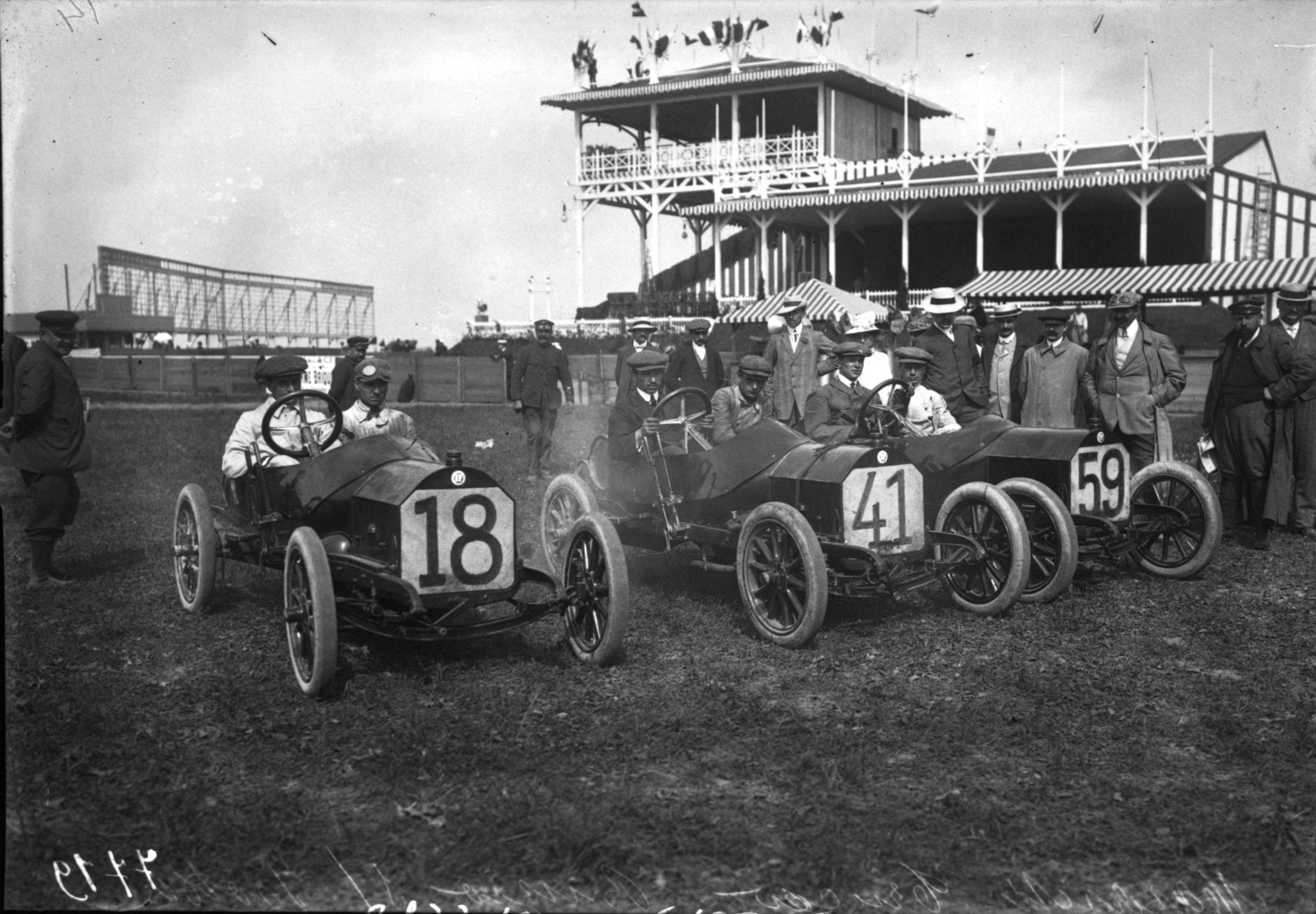
Alfieri Maserati, Vincenzo Trucco și Felice Buzio în automobile Isotta-Fraschinis la Grand Prix-ul din 1908, la Dieppe
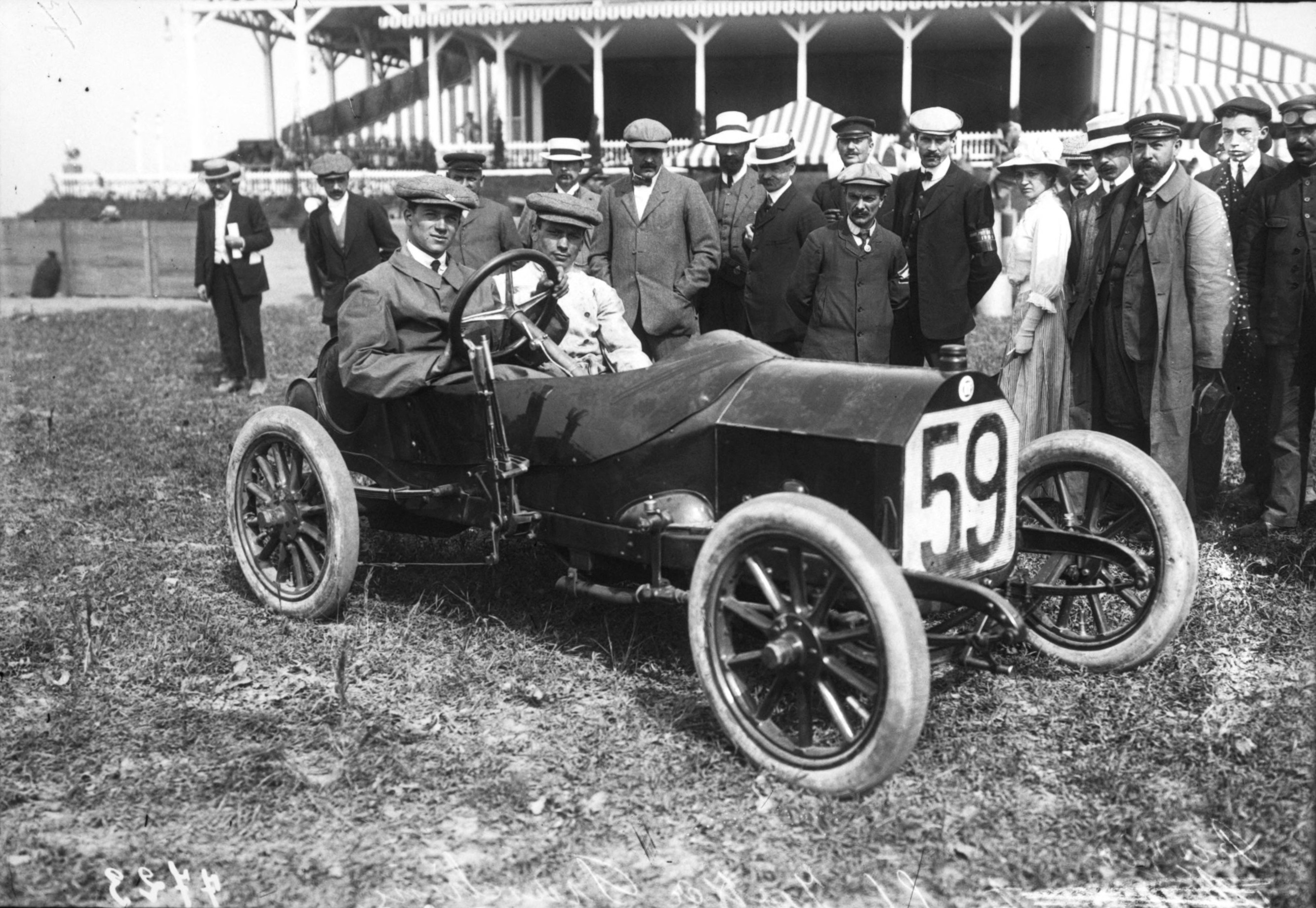
Alfieri Maserati în a sa Isotta-Fraschini la Grand Prix-ul din 1908, la Dieppe

În 1987, cu ocazia centenarului nașterii sale, o placa memorială pentru Alfieri II a fost plasată pe casa natală. Începând cu 1989, Institutului Tehnic din Voghera i s-a adăugat numele de Alfieri Maserati.

## Legături externe
- Maserati Google map